# Christa McAuliffe
Sharon Christa Corrigan McAuliffe (n. 2 septembrie 1948, Boston, Massachusetts, SUA – d. 28 ianuarie 1986, Cape Canaveral⁠(d), Florida, SUA) a fost o profesoară și astronaută americană din Concord, New Hampshire, unul din cei șapte membri ai echipajului misiunii STS-51-L a navetei spațiale Challenger, murind în explozia navetei spațiale la 73 de secunde după lansare.
Ea a obținut diploma de licență în pedagogie și istorie la Framingham State College în 1970, precum și un Master of Arts în supervizarea și administrația educației la Bowie State University în 1978. A lucrat ca profesoară de studii sociale la Concord High School din New Hampshire începând din 1983.
În 1985, ea a fost selectată din mai mult de 11.000 de solicitanți pentru a participa la proiectul NASA Teacher in Space și a fost programată pentru a deveni primul profesor în spațiu. Ca membru al misiunii STS-51-L, ea urma să efectueze experimente și să predea două lecții din naveta spațială Challenger. La 28 ianuarie 1986, naveta s-a dezintegrat la numai 73 secunde după lansare. După moartea ei, școli și burse au fost denumite în onoarea ei, iar în anul 2004 a fost decorată post-mortem cu Medalia de Onoare a Congresului pentru activități spațiale.